# Lossmen
Lossmen är en by i Skellefteå kommun i norra Västerbotten, nära gränsen till Norsjö kommun och Vindelns kommun och några mil väster om Stambanan genom övre Norrland.

## Historia

### Den sju år långa skogsarbetarkonflikten i Lossmen
Byn är känd för den lockout som byns skogsarbetare utsattes för av de stora skogsbolagen under 1924–1931. I slutet på 1800-talet hade skogsbolagen, som det ansågs, under tveksamma former (jämför baggböleri) köpt upp skog från småbrukare och torpare. Då dessa var beroende av att arbeta i skogen under vintern, blev de tämligen utsatta för bolagens välvilja. I Lossmen ägde Mo och Domsjö AB (Modo) skogen och hade på 20-talet anställt en faktor Hansson som höll byborna i ett hårt grepp.
Då syndikalisterna sedan bygget av Stambanan genom övre Norrland var starka i trakten, beslöt man 1924 att bilda en lokal samorganisation, Lossmen-Sävsjöns LS (sedermera Lossmen LS) och kräva bättre betalt för skogsarbetet och flottningen. I avsaknad av gehör för sina krav gick Lossmen-Sävsjöns LS ut i strejk och satte arbetet i blockad. Efter att konflikten trappats upp med bl.a. saltning för att isa ned timmerslädarnas medar och därmed hindra att strejkbrytare från bland annat grannbyn Villvattnet fick ut timmer ur skogen gick bolaget till slut med på förhandlingar som ledde till att strejken kunde avslutas efter sju år.

### Dansen på Skirvingen
Under senare år blev byn mest omtalad för danserna som arrangerades i danslogen Skirvingen ("skatvingen") varje år på pingstdagen och midsommardagen. Arrangemanget lockade till sig långväga besökare, och var populärt bland raggare och bilentusiaster som såg det som sommarens höjdpunkt. 
Filmaren Lisette Bohmans dokumentär "Dansen på Skirvingen" visades på SVT 1999. Den sista dansen (hittills) anordnades 2003, men nedläggningen berodde inte på bristande intresse. Tvärtom hade det blivit så populärt (ca 4 000 besökare) att arrangörerna (idrottsföreningen Risliden/Lossmen SK) kände att det vuxit dem ur händerna. Framför allt var säkerhetsaspekten en bidragande orsak. Byns läge mitt ute i skogen längs dåliga grusvägar, långt från större tätorter, gjorde det svårt för polis och ambulans att kunna ta sig dit ifall behov skulle uppstå.